# Liste der Monuments historiques in Lutter
Die Liste der Monuments historiques in Lutter führt die Monuments historiques in der französischen Gemeinde Lutter auf.

## Liste der Bauwerke
| Bezeichnung        | Beschreibung             | Standort                | Kennzeichnung | Schutzstatus | Datum | Bild |
| ------------------ | ------------------------ | ----------------------- | ------------- | ------------ | ----- | ---- |
| Ehemaliges Gericht | bezeichnet 1542 und 1621 | 19 rue de Kiffis (Lage) | PA00085508    | Inscrit      | 1987  |      |

## Liste der Objekte
| Bezeichnung                | Beschreibung                           | Standort                      | Kennzeichnung | Schutzstatus   | Datum     | Bild |
| -------------------------- | -------------------------------------- | ----------------------------- | ------------- | -------------- | --------- | ---- |
| Kelch                      | Silber, vergoldet, und Email, 1732/33  | in der Kirche St-Léger (Lage) | PM68001622    | Inscrit        | 1998      |      |
| Orgel                      | Ensemble aus PM68000897 und PM68000898 | in der Kirche St-Léger (Lage) | PM68000896    | Inscrit Classé | 1998 2004 |      |
| Orgelprospekt              | 1844 von Joseph Callinet gebaut        | in der Kirche St-Léger (Lage) | PM68000897    | Inscrit        | 1998      |      |
| Instrumentalteil der Orgel | 1844 von Joseph Callinet gebaut        | in der Kirche St-Léger (Lage) | PM68000898    | Classé         | 2004      |      |